# Johanna Westberg
Johanna Westberg (født 6. april 1990) er en tidligere svensk håndboldspiller. Hun fik i 2012 debut på det svenske kvindelandshold til Møbelringen Cup i Norge. Hun har tidlige spillet for Skuru IK, Randers HK og Nykøbing Falster Håndboldklub.
Hendes tvillingesøster, Emelie Westberg, var også professionel håndboldspiller.

## Karriere
Johanna startede med at spille håndbold i Skuru IK. Der spille hun sammen med sin tvillingesøster Emelie Westberg og Natalie Hagman.Skuru er en af de største ungdomsklubber indenfor svensk håndbold og i 2009 vandt Skuru junior SM slutspillet i Lund med de tre tidligere nævnte spillere som mest toneangivende spillere. Hun spillede 20 kampe for det svenske juniorlandshold hvor hun scorede 30 mål, for ungdomslandsholdet spillede hun 27 kampe med 85 mål til følge.
Det sidste år hvor Johanna spillede for Skuru lykkes det at komme til SM-finalen hvor de tabte 38-20 til Sävehof. Johanna var Skurus største stjerne i finalen og da sæsonen var slut skiftede hun til den danske klub Randers HK. Der spillede hun i 2 år inden hun blev genforenet med tvillingesøster Emelie og veninden Nathalie Hagman i Nykøbing Falster Håndboldklub. Det lykkedes for Johanna og klubben at vinde det danske mesterskab i sæsonen 2016/2017. Hun stoppede sin karriere i 2022.
Johanna Westberg fik debut for det svenske landshold ved Møbelringen Cup i 2012, der gjorde hun det så godt at hun fik mesterskabsdebut ved EM 2012 i Serbien. Siden da har Johanna været tæt på det svenske landshold uden dog at blive udtaget til mesterskaberne, hvilket dog skete ved EM i Sverige 2016.